# أنطون غلازونوف
أنطون غلازونوف (بالروسية: Глазунов, Антон Олегович) مواليد 25 أغسطس 1986 في روسيا، هو لاعب كرة سلة روسي. بدأ مسيرته الاحترافية في سنة 2003. يلعب مع نادي كراسني كريليا لكرة السلة في دوري اتحاد في تي بي كلاعب هجوم خلفي. يبلغ طوله 5 قدم 11 بوصة (1.8 م).

## المسيرة الاحترافية
لعب مع نادي دينامو موسكو لكرة السلة في موسم 2009–2010، ثم لعب مع نادي أفتودور ساراتوف لكرة السلة في موسم 2014–2015، ثم لعب مع نادي كراسني كريليا لكرة السلة في سنة 2015.

## الإنجازات
- دوري السوبر الروسي لكرة السلة (2): 2012، 2013

## روابط خارجية
- أنطون غلازونوف على موقع الدوري الأوروبي لكرة السلة (الإنجليزية)
- أنطون غلازونوف على موقع كرة السلة الأوروبية.كوم (الإنجليزية)
- أنطون غلازونوف على موقع ريلجم (الإنجليزية)
- أنطون غلازونوف على موقع بروبوليرز (الإنجليزية)
- أنطون غلازونوف على موقع سبورتس رفرنس (الإنجليزية)